# Гранберг, Александр Григорьевич
Алекса́ндр Григо́рьевич Гра́нберг (25 июня 1936 года, Москва — 22 августа 2010 года, там же) — советский и российский экономист, действительный член АН СССР (1990), председатель Совета по изучению производительных сил (1992—2010), автор работ по региональной экономике, математическому моделированию, доктор экономических наук.

## Биография
В 1960 году окончил Московский государственный экономический институт (специальность «планирование народного хозяйства»).
Работал в Госплане СССР, параллельно преподавал в МИНХе, где в 1960—1963 годах обучался в заочной аспирантуре.
В 1963 году защитил кандидатскую диссертацию. В том же году переехал в Новосибирск и начал работать в Лаборатории экономико-математических исследований Новосибирского государственного университета (1963—1969). В 1969—1991 годах работал в Институте экономики и организации промышленного производства Сибирского отделения АН СССР, в 1985—1991 годах был его директором. Являлся главным редактором журнала «ЭКО» (1987—1990).
В 1968 году защитил докторскую диссертацию; в 1971 году ему было присвоено учёное звание профессора. 26 декабря 1984 года был избран членом-корреспондентом АН СССР по Отделению экономики (экономика). 15 декабря 1990 года его избрали действительным членом АН СССР (с 1991 года — Российская академия наук, РАН) по Отделению экономики (региональная экономика).
С 1992 года — председатель совета по изучению производительных сил (СОПСа) при министерстве экономического развития РФ. С 2002 года — член президиума РАН.
В 1990—1993 годах был народным депутатом России, председателем комитета Верховного Совета России по межреспубликанским отношениям, региональной политике и сотрудничеству (1990—1992). В 1991—1992 годах был государственным советником Российской Федерации, а в 1992—1993 годах — советником президента России Б. Н. Ельцина.
Скончался в Москве 22 августа 2010 года. Похоронен в колумбарии Нового Донского кладбища.

## Научная деятельность
К основным областям научных интересов А. Г. Гранберга относились: пространственная и региональная экономика, государственное регулирование регионального развития, межрегиональное экономическое сотрудничество, математическое моделирование экономики, межотраслевой баланс, проблемы экономического образования.

## Преподавательская деятельность
- Московский институт народного хозяйства им. Г. В. Плеханова: старший преподаватель кафедры экономической кибернетики (1962—1963).
- Новосибирский государственный университет: старший преподаватель, затем доцент кафедры политической экономии, в 1965—1991 годах — заведующий кафедрой применения математических методов в экономике и планировании (с 1978 года — профессор).
- Государственный университет — Высшая школа экономики: заведующий кафедрой региональной экономики и экономической географии (с 1993 года).
- Государственный университет управления: заведующий кафедрой регионального управления (с 2001 года).

Преподавал как приглашённый профессор в Высшей школе экономики (Берлин, 1976), Университете Аляски, (США, 1991—1994).

## Награды и премии
А. Г. Гранберг был удостоен ряда государственных и негосударственных наград и премий:
- Орден «За заслуги перед Отечеством» IV степени (2006)
- Орден Дружбы (1999) — за большой вклад в развитие отечественной науки, подготовку высококвалифицированных кадров и в связи с 275-летием Российской академии наук[5]
- Орден «Знак Почёта» (1986)
- Государственная премия Российской Федерации (1997)
- Премия Правительства Российской Федерации (1999)
- Премия Ленинского комсомола (1968)
- Премия имени В. С. Немчинова (1990, АН СССР) — за цикл работ: «Оптимизация территориальных пропорций народного хозяйства», «Межотраслевые балансы в анализе территориальных пропорций СССР», «Оптимизационные межрегиональные межотраслевые модели», «Российская Федерация в общесоюзной экономике», «Введение в системное моделирование народного хозяйства», «Моделирование социалистической экономики»[1]
- Почётная грамота Правительства Российской Федерации (24 июня 1996) — за многолетний добросовестный труд и большой личный вклад в  организацию работ по исследованию региональной экономики и разработку ряда важнейших нормативных актов по укреплению международного сотрудничества России
- Национальная экологическая премия (2004)
- Премия имени Л. В. Канторовича (2008, РАН) — за цикл экономико-математических исследований многорегиональных систем[1]
- Серебряная медаль ВДНХ (1989)
- Диплом и медаль имени В. В. Леонтьева (2003)
- Золотая медаль имени Н. Д. Кондратьева (2004, РАЕН)

## Основные работы
- Система моделей народнохозяйственного планирования. М., 1972 (в соавт. с А. Г. Аганбегяном и К. А. Багриновским);
- Оптимизация территориальных пропорций народного хозяйства. М.: Экономика, 1973;
- Математические модели социалистической экономики: Общие принципы моделирования и статические модели народного хозяйства. М.: Экономика, 1978;
- Сибирь в едином народнохозяйственном комплексе / [А. Г. Гранберг, Т. Б. Баранова, А. А. Носков, Б. П. Орлов и др.; Отв. ред. М. К. Бандман и др.]. - Новосибирск : Наука : Сиб. отд-ние, 1980. - 336 с. : ил.; 27 см.; ISBN В пер. (В пер.) : 3 р. 50 к
- Динамические модели народного хозяйства. М.: Экономика, 1985;
- Введение в системное моделирование народного хозяйства. Новосиб., 1988 (совм. с С. А. Суспицыным)
- Моделирование социалистической экономики. М.: Экономика, 1988;
- Экономический механизм межреспубликанских и межрегиональных отношений. Новосиб., 1989;
- Региональная экономическая политика (проблемы и программы). М., 1995;
- Основы региональной экономики. М.: ГУ ВШЭ, 2000 (5-е изд. 2006);
- Государственно-территориальное устройство России: (Экономические и правовые основы). М., 2003 (в соавт.);
- Движение регионов России к инновационной экономике. М., 2006 (в соавт.)